# Diosdado Macapagal
Diosdado Pangan Macapagal (ur. 28 września 1910 w Lubao, zm. 21 kwietnia 1997 w Manili) – filipiński polityk, prawnik, ekonomista.
W 1949 został deputowanym do Izby Reprezentantów z ramienia Partii Liberalnej. W 1953 uzyskał reelekcję. Trzykrotnie był reprezentantem Filipin do Zgromadzenia Ogólnego ONZ. W latach 1957–1961 zajmował stanowisko wiceprezydenta Filipin. W 1961 został wybrany na prezydenta Filipin pokonując w wyborach urzędującego prezydenta Carlosa P. Garcię. Urząd ten pełnił do wyborów w 1965, które przegrał z Ferdinandem Marcosem.
Był dwukrotnie żonaty. Jego córką z drugiego małżeństwa z Evangeliną Macaraeg jest była prezydent Filipin Gloria Macapagal-Arroyo.
Jego syn Arturo, był strzelcem sportowym oraz uczestnikiem letnich igrzysk olimpijskich.

## Odznaczenia
- Krzyż Wielki Gawad Mabini – Filipiny, 1994[2]
- Wielka Wstęga Orderu Pakistanu (Nishan-e-Pakistan) – Pakistan, 1962[3]
- Wielki Łańcuch Orderu Izabeli Katolickiej – Hiszpania, 1962[4]
- Wielka Wstęga Orderu Chryzantemy – Japonia, 1962[5]
- Wielki Łańcuch Orderu Orła Azteckiego – Meksyk, 1962[6]
- Krzyż Wielki Orderu Zasługi – Zakon Maltański[7]
- Złoty Łańcuch Orderu Piusa IX – Watykan, 1962[8]
- Wielki Łańcuch Orderu Zasługi – Włochy, 1962[9]
- Krzyż Wielki Klasy Specjalnej Orderu Zasługi – Niemcy, 1963[10]
- Wielki Łańcuch Orderu Rajamitrabhorn – Tajlandia, 1963[11]